# Kronisk njursvikt
Kronisk njursvikt eller kronisk njurinsufficiens innebär att njurarna underfungerar, och att den nedsatta njurfunktionen är kronisk. 
Njurarnas tre huvudfunktioner är kroniskt förlorade eller kraftigt försvagade. Njurarnas huvudfunktioner är utsöndring av avfallsämnen, upprätthållande av vätskebalans och elektrolytbalans, samt endokrin funktion (produktion/utsöndring av renin, erytropoetin samt aktivering av vitamin D). Den glomerulära filtrationshastighet har vid kronisk njursvikt legat under 60ml per minut i mer än tre månader. Mild kronisk njursvikt utan påverkan av den glomerulära filtrationshastigheten kan dock förekomma, vid diabetes eller hypertoni med proteinuri.
Kronisk njursvikt utvecklas stegvis, och symptom på uremi (ansamling av giftiga ämnen beroende på dålig njurfunktion) uppstår liksom förändringar i personens metabolism och vätskebalans. Om en person med uremi når ett tillstånd då halten av urea i blodet (blodurea) stiger, kallas detta azotemi. Urea är en metabolit som bildas då proteiner och aminosyror bryts ned. Ämnet är i sig själv är inte giftigt, men koncentrationen av urea i blodet är en bra indikator på förekomsten av andra ämnen som är giftiga ämnen. Även urinsyra kan vara förhöjd i blodet (hyperurikemi)

## Orsaker
Kronisk njursvikt är vanligare bland äldre, till följd av ökad förekomst av njursviktsorsakande sjukdomar, samt att den glomerulära filtrationshastigheten sjunker med det naturliga åldrandet (ca 1ml/år).
Kronisk njursvikt orsakas oftast av arteroskleros, diabetes, glomerulära sjukdomar (såsom glomerulonefrit) och kronisk infektion i njurar och urinvägar. Andra sjukdomar som kan orsaka njursvikt är diabetesnefropati, hypertoni (högt blodtryck), kronisk glomerulonefrit, kronisk pyelonefrit, cystnjure och medfödda missbildningar (såsom vesikouretal reflux).

## Symptom och komplikationer
Lätt till medelsvår kronisk njursvikt ger ofta inga symtom alls. När symtom uppstår har njuren ofta skadats och förlorat funktionell vävnad (parenkym; ett tillstånd som kallas skrumpnjure). Svår till dödlig njursvikt kan medföra symtom såsom trötthet (p.g.a. sänkt frisättning av erytropoetin), ödem, andfåddhet, aptitlöshet (som kan leda till undernäring och viktnedgång), oliguri (minskad urinproduktion), muskelkramp, smärta, klåda och torr hud.
Kronisk njursvikt ökar risken för hjärt- och kärlsjukdomar.
Vid njursvikt fungerar kroppens upptag av kalcium och metabolismen av D-vitamin inte som den ska, vilket leder till ökade halter av bisköldkörtelhormoner. Detta urkalkar skelettet (benskörhet), och ökar därmed risken för benbrott. Halterna av fosfat i blodet stiger också (hyperfosfatemi) vid njurinsufficiens, vilket gör att halterna av kalcium sjunker (hypokalcemi). Utsöndringen av PTH stimuleras, och sekundär hyperparatyreodism kan därmed utvecklas.
Det kan uppstå anemi, beroende på två saker: dels på brist på erytropoietin, och dels att gifterna i kroppen har påverkat benmärgen där de röda blodkropparna bildas. Den drabbade får höga halter av triglycerider, och ett ökat påslag av insulin. Hyperkalemi är vanligt, liksom högt blodtryck på grund av ökad vätskeansamling i kroppen.

### Risk för läkemedelsöverdos
Vattenlösliga läkemedel elimineras delvis via urinen. Vid kronisk njursvikt är njurens förmåga att eliminera läkemedlen från kroppen försvagad, vilket kan leda till att överdoser sker om inte läkemedelsdoseringar anpassas efter njurfunktionen. Exempel på läkemedel som utsöndras med urinen är metformin, digoxin, teofyllin och vancomycin.

## Behandling
Behandlingen kan vara konservativ, aktiv eller palliativ. Konservativ behandling består av att behandla bakomliggande sjukdom/orsak, lindra symtom, sakta ned sjukdomsutvecklingen. Behandlingen kan då bestå av blodtryckssänkande läkemedel (exempelvis ACE-hämmare), vätske- och elektrolytrubbningsbehandling, syra-basrubbningsbehandling, anemibehandling, D-vitamintillskott, och kostförändringar.
Vid hyperkalemi kan man ge glukoslösning med insulin samt resonium. Man ger även erytropoietin för att motverka anemin. För att minska belastningen på njurarna ställs ofta patienten på en protein-, kalium- och fosfatreducerad diet. Dieten upplevs ofta som påfrestande av patienterna.
Aktiv behandling består av dialys eller njurtransplantation. Palliativ behandling består av symtomlindring och strävan efter förbättring av livskvalité hos patienter som är döende i sin njursvikt och är för svaga för aktiv behandling.